# AEK Larnaka
AEK Larnaka je kyperský sportovní klub z Larnaky. Vznikl v roce 1994 sloučením dvou klubů, EPA Larnaka a POL Larnaka. Nejúspěšnější oddíly jsou fotbalový a volejbalový.
Klubové barvy fotbalového oddílu jsou zelená a žlutá.

## Logo
V zelenožlutém klubovém emblému je v levé menší části svisle zkratka AEK, ve větší pravé řecký hrdina Kimón, jenž v 5. století př. n. l. zahynul při obraně Kitionu (dnešní Larnaky) v bitvě proti Peršanům. Ve spodní části je letopočet založení 1994.

## Úspěchy
- 1× vítěz kyperského poháru (2003/04,[1][2] 2017/18)
- 1× vítěz superpoháru (2018)